# Heteralonia fusconotata
Heteralonia fusconotata är en tvåvingeart som först beskrevs av Becker och Stein 1913.  Heteralonia fusconotata ingår i släktet Heteralonia och familjen svävflugor. Inga underarter finns listade i Catalogue of Life.